# Erzulie

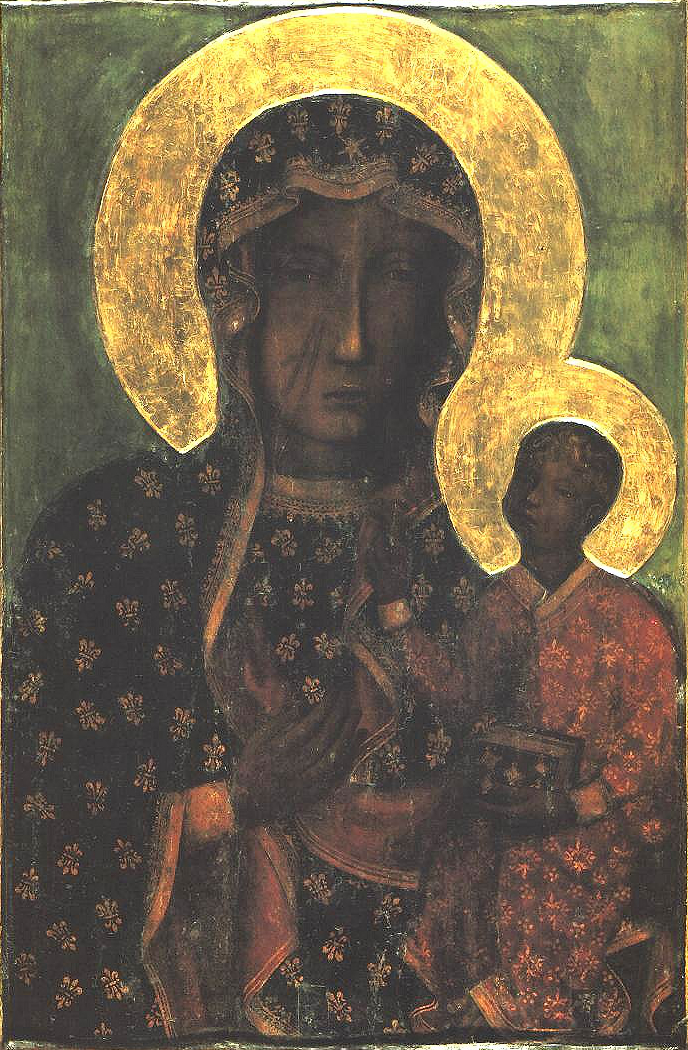
A Madona Negra de Częstochowa, utilizada na representação de Erzulie Dantor

No vodu, Erzulie (às vezes escrito Ezili) é uma família de loá, ou espíritos.  

## Erzulie Freda Daomé
Erzulie Freda Daomé, o aspecto Radá de Erzulie, é o espírito do amor, beleza, joias, dança, luxo e flores. Os homens homossexuais são considerados sob sua proteção especial. Ela usa três anéis de casamento, um para cada marido - Dambalá, Agué e Ogum. Ela é frequentemente vista como uma mulher bonita, branca, loira, de olhos azuis e também de grande riqueza, vestindo quantidades excessivas de joias . Seu símbolo é um coração, suas cores são rosa, azul, branco e ouro, e seus sacrifícios favoritos incluem joias, perfumes, tortas doces, licores e principalmente champanhe. Tem muita classe e é  amante da beleza e elegância. Erzulie Freda é a feminilidade e a compaixão encarnada, No entanto, ela também tem um lado sombrio; ela é vista como ciumenta e mimada e dentro de alguns círculos vodu é considerada preguiçosa. Quando ela monta um serviteur ela flerta com todos os homens, e trata todas as mulheres como rivais. Na Iconografia cristã ela é freqüentemente identificada com o Mater Dolorosa. Ela é concebida como nunca capaz de atingir mais fervoroso desejo de seu coração. Por esta razão, ela sempre deixa um serviço em lágrimas.

## Erzulie Dantor
Em seu aspecto na nação Petro como Erzulie Dantor ela é muitas vezes descrita com uma cicatriz, mulher negra de seios grandes, segurando uma criança em uma mão e um punhal na outra. Uma de suas principais características é que ela é capaz de fazer o que for preciso para proteger aqueles que a tem como mãe.  Suas cores são vermelho, azul marinho e branco, Seus símbolos são um coração trespassado de facas, e seus sacrifícios favoritos incluem porcos pretos, carne de porco frita (griot) e rum. Acredita-se que uma representação comum de Erzulie Dantor tem suas raízes nas cópias do ícone da Black Madonna of Częstochowa, levada para o Haiti por soldados Poloneses que lutavam em ambos os lados da Revolução do Haiti de 1802 em diante.

## Erzulie na cultura popular
Erzulie (Freda) é também um personagem no musical da Broadway Once On This Island como a bela Deusa do amor.